# Figurationen
figurationen. gender literatur kultur ist eine kulturwissenschaftliche Zeitschrift, in der aktuelle Debatten über Kultur, Literatur und Gender diskutiert werden.
Die Zeitschrift figurationen, gegründet 1999, erscheint zweimal jährlich im Böhlau-Verlag. Sie wird herausgegeben von Barbara Naumann. Jedes Heft ist einem Themenschwerpunkt gewidmet und enthält mindestens einen literarischen oder künstlerischen Beitrag. figurationen ist international, interdisziplinär und mehrsprachig, in der Regel mit dem größten Textanteil in deutscher Sprache.
Konzipiert werden die einzelnen Hefte von wechselnden Gasteditorinnen und Gasteditoren. In figurationen haben u. a. Judith Butler, Sander L. Gilman, Elfriede Jelinek, Jean-Luc Nancy, Yōko Tawada und Slavoj Žižek veröffentlicht. Seit 2013 ist die Zeitschrift mit der Schweizerischen Gesellschaft für Kulturtheorie und Semiotik (SGKS) assoziiert. Redaktionssitz ist an der Universität Zürich.